# Oberto Dall'Orto
Oberto Dall'Orto (Milano, XII secolo – XII secolo) è stato un docente e giurista italiano.

## Biografia
I particolari della sua vita sono poco conosciuti. Si sa solo che fu giudice imperiale intorno al 1135. Viene menzionato, inoltre, come console a Milano nel 1154.
Nella Storia del diritto italiano viene ricordato soprattutto per due lettere, poi accolte nei Libri feudorum, che Oberto scrisse al figlio Anselmo Dall'Orto, studente di giurisprudenza all'Università di Bologna: infatti, poiché la tradizione di Irnerio e dei glossatori bolognesi prevedeva, a Bologna, lo studio esclusivo del diritto romano, nella lettera il figlio chiedeva al padre, esperto di diritto feudale, di integrare le sue conoscenze (si è avanzata l'ipotesi che la forma epistolare fosse solo un espediente retorico).
Le due lettere costituiscono un vero trattato di diritto feudale.